# Liste von Sakralbauten in Jüchen
Die Liste von Sakralbauten in Jüchen enthält die Kirchengebäude, bedeutende Kapellen und andere Sakralbauten in der Stadt Jüchen. Nicht aufgeführt sind Wegekreuze.

## Christentum

### Katholische Kirchen
| Abbildung      | Name                   | Standort                                                          | Koordinaten                    | Bauzeit | Pfarrei                                           | Anmerkungen |
| -------------- | ---------------------- | ----------------------------------------------------------------- | ------------------------------ | --- | ------------------------------------------------- | --- |
| weitere Bilder | St. Georg              | Neuenhoven Lindenstraße / Wilhelm-Wallenborn-Straße, 41363 Jüchen | 51° 8′ 3,5″ N, 6° 31′ 19,2″ O  | 1760‒66, 1848 erweitert, 1958 renoviert | Gemeinsames Katholisches Pfarramt Jüchen          | Wallfahrtskirche. Vorläufer-Hofkapelle 1382 erstmals erwähnt, 1583 weitgehend verwüstet, zunehmend verfallen.                                                             |
|                | St. Jakobus der Ältere | Jüchen Kirchstraße 11, 41363 Jüchen                               | 51° 6′ 3,8″ N, 6° 30′ 9,9″ O   | 1894–95 (Julius Busch), Erweiterung 1913–14 (Theodor Roß) Geschichte | Gemeinsames Katholisches Pfarramt Jüchen          | Seit 1985 unter Denkmalschutz. Vorgängerkirche, erstmals 1222 belegt, erwies sich als zu klein.                                                                           |
| weitere Bilder | St. Martinus           | Bedburdyck Grevenbroicher Straße 40, 41363 Jüchen                 | 51° 7′ 4,4″ N, 6° 33′ 50″ O    | 2. Hälfte 12. Jh., Langhaus 1775 ersetzt und barocke Vorhalle ergänzt, Restaurierung 1929, Renovierungen 1951, 1960er Jahre                                                           | Gemeinsames Katholisches Pfarramt Jüchen          | Seit 1985 unter Denkmalschutz. |
|                | St. Martinus           | Gierath Neuenhovener Straße 8, 41363 Jüchen                       | 51° 30′ 36″ N, 6° 32′ 36,8″ O  | 1860, 1931 (Seitenschiffe) | Gemeinsames Katholisches Pfarramt Jüchen          | Seit 1985 unter Denkmalschutz. Vorgängerkirche, erstmals 1257 belegt, wurde abgebrochen.                                                                                  |
| weitere Bilder | Nikolauskloster        | Bedburdyck Damm, 41363 Jüchen                                     | 51° 8′ 40″ N, 6° 34′ 28,5″ O   | 1627 (Westflügel), 1657, 1722–32 (Hofanlage), im 19. Jh. zum großen Teil verändert<Max Tauch: Kunst- und Kulturstätten im Rhein-Kreis Neuss. Regensburg 2007, ISBN 978-3-7954-1813-7. | (seit 1905) Oblaten der makellosen Jungfrau Maria | Seit 1985 unter Denkmalschutz. Kapelle erstmals 1352 belegt. Kloster 1403 von Franziskaner-Tertiaren gegründet, 1802 säkularisiert. Kirche von 1802 bis 1860 geschlossen. |
|                | St. Pantaleon          | Hochneukirch Hochstraße 15, 41363 Jüchen                          | 51° 6′ 1,9″ N, 6° 27′ 16,7″ O  | Erstmals um 1308 erwähnt. Neubau 1869/70 nach Plänen des Kölner Architekten Heinrich Nagelschmidt.                                                                                    | Pfarrei                                           | Seit 1985 unter Denkmalschutz. St. Pantaleon |
|                | Wegekapelle Schlich    | Schlich Kapellenstraße, 41363 Jüchen                              | 51° 6′ 49,2″ N, 6° 46′ 21,2″ O | Ende 19. Jh. |                                                   | Seit 1987 unter Denkmalschutz. |
|                | Wegekapelle Waat       | Waat Waat 290, 41363 Jüchen                                       | 51° 8′ 40,4″ N, 6° 29′ 30,9″ O | Ende 19. Jh. |                                                   | Seit 1991 unter Denkmalschutz. |

### Evangelische Kirchen
| Abbildung | Name                           | Standort                                     | Bauzeit | Anmerkungen                                                               |
| --------- | ------------------------------ | -------------------------------------------- | --- | ------------------------------------------------------------------------- |
|           | Gemeindehaus Bedburdyck        | Bedburdyck Gierather Straße 31, 41363 Jüchen | 1962 |                                                                           |
|           | Evangelische Hofkirche Jüchen  | Jüchen Markt 31, 41363 Jüchen                | 1676 (Dietrich von Odenkirchen), 1804 Erweiterung (Glockenturm, Choranbau), 1912 Innenrenovierung, Renovierungen 1964 bis 1978 | Hofkirche, seit 1985 unter Denkmalschutz.                                 |
|           | Evangelische Kirche Kelzenberg | Kelzenberg Keltenstraße 50–52, 41363 Jüchen  | 1834‒1837, 1849 (Turmhelm) | Seit 1985 unter Denkmalschutz. Vorgängerkirche von 1674/75 war baufällig. |

### Freikirchliche Gemeinden
| Abbildung | Name                                    | Standort                                    | Bauzeit | Anmerkungen |
| --------- | --------------------------------------- | ------------------------------------------- | ------- | --- |
|           | Evangelisch unierte Kirche Hochneukirch | Hochneukirch Bahnhofstraße 48, 41363 Jüchen |         | Die evangelisch unierte Kirche Otzenrath-Hochneukirch ist Mitglied bei Union Evangelischer Kirchen (UEK) sowie Evangelische Kirche der Union (EKU)              |
|           | Evangelisch unierte Kirche Otzenrath    | Otzenrath Hofstraße 60, 41363 Jüchen        | 2006    | Die Vorgängerkirche von 1837 musste trotz Denkmalschutz dem Tagebau weichen. Die Chorfenster und Bruchstücke des Bodens wurden in der neuen Kirche verarbeitet. |
|           | Königreichssaal                         | Neusser Str. 107, 41363 Jüchen              |         | Zeugen Jehovas |

## Islam
Es gibt in Jüchen keine Moscheen oder islamischen Gebetsräume.

## Judentum
| Abbildung | Name               | Standort                                                                                          | Bauzeit                                                   | Anmerkungen                                                                                          |
| --------- | ------------------ | ------------------------------------------------------------------------------------------------- | --------------------------------------------------------- | --- |
|           | Jüdischer Friedhof | Garzweiler Unter den Linden, 41363 Jüchen                                                         | Mitte 18. Jh.                                             | Teil des Gemeindefriedhofs. Einzelne Grabsteine und zentrales Denkmal seit 2007 unter Denkmalschutz. |
|           | Jüdischer Friedhof | Hochneukirch Außerorts am Stromberg / Hochneukircher Fließ, bereits im Gebiet von Mönchengladbach | 1824, letzte Bestattung 1969.                             | Seit 1966 unter Denkmalschutz.                                                                       |
|           | Jüdischer Friedhof | Jüchen Alleestraße gegenüber Haus Nr. 19, 41363 Jüchen                                            | Ende des 17. Jh., 1902 erweitert, letzte Bestattung 1974. | Seit 1987 unter Denkmalschutz.                                                                       |